# Stanisław Strózik
Stanisław Strózik (ur. 5 lipca 1937 we wsi Malinówka) – polski rolnik, poseł na Sejm X kadencji (1989–1991).

## Życiorys
Ukończył w 1968 studia na Akademii Rolniczej we Wrocławiu, uzyskując tytuł zawodowy inżyniera. Podjął pracę w zawodzie rolnika, prowadząc własne gospodarstwo w Mokrsku.
Na początku lat 80. zaangażował się w działalność Niezależnego Samorządnego Związku Zawodowego Rolników Indywidualnych „Solidarność”, wchodził w skład prezydium zarządu regionu oraz był przewodniczącym zarządu gminnego tego związku. W stanie wojennym został internowany na kilkanaście dni, po zwolnieniu brał udział w organizowaniu zbiórek żywności dla rodzin działaczy podziemia.
W 1989 uzyskał mandat posła na Sejm X kadencji z okręgu sieradzkiego jako kandydat bezpartyjny z poparciem Komitetu Obywatelskiego. Zasiadał w Komisji Rolnictwa i Gospodarki Żywnościowej. Należał do Obywatelskiego Klubu Parlamentarnego, a w jego ramach do koła Polskiego Stronnictwa Ludowego „Solidarność”. Po zakończeniu kadencji wycofał się z polityki, powracając do pracy we własnym 70-hektarowym gospodarstwie.

## Odznaczenia
W 2022 odznaczony Krzyżem Oficerskim Orderu Odrodzenia Polski oraz Krzyżem Wolności i Solidarności.